# Smolensk
Smolensk (ruski: Смоле́нск, bjeloruski: Смаленск, litavski: Smolenskas, poljski: Smoleńsk, njemački: Smolensk) je grad u Rusiji, na rijeci Dnjepar središte Smolenske oblasti

## Povijest
Smolensk je jedan od najstarijih ruskih gradova. Prema ruskoj kronici, Oleg, veliki knez Kijeva osvojio je Smolensk 882. godine. Tada se međutim Smolensk nije nalazio na istom položaju kao današnji grad, nego se nalazio na arheološkom nalazištu Gnezdovo. Ovaj grad spominje i bizantski car Konstantin Porfirogenit u dijelu De administrando imperio  gdje se navodi da je Smolensk važna tvrđava u Rusiji.
Kneževina Smolensk je osnovana 1054. godine. Već krajem 12. stoljeća, kneževina je bila najjača u istočnoj Europi. Čak je dinastija iz Smolenska povremeno kontrolirala vlast u Kijevskoj Rusi. U 12. stoljeću izgrađene su brojne crkve u Smolensku: crkva sv. Petra i Pavla, crkva sv. Ivana Krstitelja. Jedna od najljepših crkava u čitavoj Rusiji, Svirskaja, izgrađena je u Smolensku na samom kraju 12. stoljeća.

### Između Rusije, Litve i Poljske
Iako Smolensk nije stradao od mongolskih napada 1240. godine, ubrzo se našao između Moskovske Rusije i Litve. Krajem 14. i početkom 15. stoljeća Smolensk je bio priključen Litvi, a neki boljari su pobjegli u Moskvu.
U 15. stoljeću Smolensk je bio najveći grad Litve. Jedinice iz Smolenska su odlučujuće pomogle da se u bici kod Grunwalda Litva odupre teutonskim vitezovima. Konačno, 1514. godine, Smolensk je prešao pod vlast Moskovske Rusije. Kako bi obilježio ovaj značajni događaj, car Vasilij III. je osnovao Novgorodski samostan i poklonio mu čuvenu ikonu Bogorodice Smolenske.
Kako bi se spriječili budući poljsko-litavski napadi, car Boris Godunov je utvrdio grad. Smolenski Kremlj izgrađen između 1597. i 1602. godine od kamena bio je najveći u tadašnjoj Rusiji. Ali, poljsko-litavske čete su ipak poslije dvadesetomjesečne opsade uspjele 1611. godine da osvoje Smolensk. Moskovska Rusija nije uspjela da povrati grad tokom Smolesnkog rata 1632. godine; ipak 1654. grad je prešao pod kontrolu Rusije, što su Poljaci i Litavci priznali sporazumom iz Andruzova 1667. godine.

### Novija povijest
10. travnja 2010. Tupoljev Tu-154M 36. Specijalne pukovnije Poljske srušio se u prilazu na Zračnu luku Smolensk pri čemu je poginulo svih 96 putnika i članova posade uključujući poljskog predsjednika Lecha Kaczynskog i dostojanstvenike gornjeg i donjeg doma poljskog parlamenta, vlade, vojske i pripadnika vjerskih zajednica.

## Stanovništvo
Prema popisu stanovništva iz 2002. godine Smolensk ima 316.500 stanovnika.
Prema podacima iz 2009. godine broj stanovika grada se smanjio tako da je grad imao 315.588 stanovnika.

### Kretanja broja stanovnika
Godina i broj stanovnika
- 1897. – 46.900
- 1899. – 56.400
- 1926. – 79.000
- 1939. – 157.000
- 1959. – 147.000
- 1970. – 211.000
- 1975. – 250.000
- 2005. – 316.500

## Gradovi prijatelji
- Tulle, Francuska od 1981.
- Hagen, Njemačka od 1985.
- Colorado Springs, Colorado, SAD od 1993.
- Kerč, Ukrajina od 1998.

## Vanjske poveznice
- Službena stranica grada

|  | Zajednički poslužitelj ima još gradiva o temi Smolensk |